# Giorgio Carbone
Giorgio Carbone (Seborga, 14 de junho de 1936 — 25 de novembro de 2009) foi um cidadão italiano que se autoproclamava "príncipe" de Seborga (Giorgio I de Seborga), embora tal título não tenha sido reconhecido por nenhum país do mundo, exceto supostamente Burkina Faso.

## História
No início da década de 1960, Carbone começou a promover a ideia de que Seborga manteve a sua independência histórica como um principado, sob o pretexto de não existirem documentos comprovando a anexação de Seborga ao Estado Italiano (nem com a Unificação em 1861, nem com a criação da República Italiana em 1946), Carbone plantou entre seus conterrâneos a ideia de que Seborga seria um estado independente, sendo eleito Príncipe em 1963.
No ano de 1995, a Constituição do Principado foi aprovada por 304 votos, sendo que apenas quatro pessoas se opuseram. Embora de não ter nem um reconhecimento oficial, o Principado de Seborga é uma atividade cultural muito ativa do Municìpio.
Em janeiro de 2006 Carbone anunciou que iria abdicar ao atingir a idade de 70 anos, mas ele não conseguiu cumprir sua promessa.